# Умэбаяси, Сигэру
Сигэру Умэбаяси (яп. 梅林・茂; род. 19 февраля 1951, Китакюсю, префектура Фукуока) — японский композитор.
На рубеже 1970—1980-х годов был лидером и бас-гитаристом японской рок-группы «EX», игравшей в стиле new-wave. После распада группы в 1984 оду занимается, главным образом, музыкой для кино. Умэбаяси принадлежит музыка к более чем 40 японским и китайским фильмам, в том числе к таким знаменитым, как «Любовное настроение» и «2046» Вонга Карвая, «Дом летающих кинжалов» и «Проклятие золотого цветка» Чжан Имоу, «Бесстрашный» Ронни Ю.